# Caïnites
Les Caïnites sont un mouvement gnostique et antinomiste paléochrétien décrit par différents hérésiologues à la suite d'Irénée de Lyon qui, à la fin du IIe siècle, mentionne — sans le nommer — un groupe qu'il associe à l'Évangile de Judas et qui tient le personnage biblique de Caïn en haute estime du fait de son opposition au dieu de l'Ancien Testament.
L'existence d'un tel groupe, du moins sous une telle dénomination, est remise en question par l'exégèse du début du XXIe siècle. 

## Hérésiologie
Dans le dernier des trois chapitres du premier livre qu'il consacre à décrire les croyances des gnostiques de Contre les Hérésies, Irénée de Lyon est le premier à mentionner - sans le nommer et de manière polémique - un « autre » groupe gnostique dont la particularité est de tenir Caïn - fils d'Adam et Ève - en haute estime du fait de son opposition au dieu de l'Ancien Testament, qui aurait forgé un « Évangile de Judas ».  
Le Pseudo-Tertullien, daté peut-être de la première moitié du IIIe siècle, suit vraisemblablement Irénée - bien qu'il ignore l'« Évangile de Judas » - et donne à ces « autres » le nom de « caïnites » dont il fait les précurseurs des séthiens ainsi que le fait au IVe siècle dans son Panarion Épiphane de Salamine, qui parle également de « caïanites » (Καίανῶν).  
Théodoret de Cyr donne, au Ve siècle dans son Compendium Haereticorum, approximativement la même version qu'Irénée et précise à son tour que « ces autres [gnostiques] se nomment caïnites » (ἄλλοι δἑ οὕς Καἳνοὑς ὀνομάζουσι).  
Pour les traditions indépendantes d'Irénée, dans la brève mention qu'Origène en fait quelques dizaines d'années après lui, ceux qu'il nomme « caïnites » pas plus que les « ophites » n'ont guère à voir pour lui avec le christianisme. Philastre de Brescia, au IVe siècle, place lui un certain nombre d'hérésies presque au début du monde, une liste dans laquelle les Caïnites occupent la seconde place, après les Ophites ; il ne parle par conséquent pas de Judas à leur propos.  

### Texte d'Irénée
On trouve de multiples traductions de ce passage, avec de faibles nuances : 

« D'autres encore disent que Caïn était issu de la Suprême Puissance, et qu'Esaü, Coré, les gens de Sodome et tous leurs pareils étaient de la même race qu'elle : pour ce motif, bien qu'ils aient été en butte aux attaques du Démiurge, ils n'en ont subi aucun dommage, car Sagesse s'emparait de ce qui, en eux, lui appartenait en propre. Tout cela, disent-ils, Judas le traître l'a exactement connu, et, parce qu'il a été le seul d'entre les disciples à posséder la connaissance de la vérité, il a accompli le « mystère » de la trahison : c'est ainsi que, par son entremise, ont été détruites toutes les choses terrestres et célestes. Ils exhibent, dans ce sens, un écrit de leur fabrication, qu'ils appellent « Évangile de Judas ». »

— Irénée de Lyon, Contre les Hérésies, I, 31 (extrait)

## Exégèse
Pour l'exégèse contemporaine, l'existence même d'une secte caïnite est remise en question voire douteuse, à l'instar de plusieurs autres « appellations » attribuées au courant gnostique. On en trouve en effet aucune mention dans d'autres textes antiques que les quelques listes d'hérésiologues successifs, tandis que la littérature gnostique ne manque pas : ni l'Évangile de Judas ni aucun document de la bibliothèque de Nag Hammadi ne les mentionnent.      
Dans les trois chapitres concernant les gnostiques, Irénée attribue à ceux-ci, sans précision de noms, une série d'informations qu'il a entendues ou recueillies. À certaines figures clefs mentionnées par Irénée, comme Barbelo, le Serpent (Ophis), Caïn, etc., les hérésiologues suivants font correspondre des noms de groupes liés par une forme de succession  - les « Barbéloïtes », les « Ophites », les « Caïnites »...  - en proposant des listes dont la parenté ou l'ordre d'apparition entre les sectes varient d'ailleurs selon les auteurs. En outre,  il demeure improbable que de tels courants, pour autant qu'ils aient jamais eu une réalité, se soient dénommé eux-mêmes de la sorte.      
Certains exégètes pensent que les séthiens - qui semblent eux attestés par la littérature gnostique - et caïnites ne sont qu'un même groupe, le second terme étant un surnom péjoratif donné par les hérésiologues. Simon Claude Mimouni avance que l'appellation de « caïnites » pourrait désigner, plutôt qu'un groupe, un courant de pensée dont la tendance antinomiste inverse les valeurs de l'Ancien Testament et semble marquée d'une certaine impatience eschatologique, pouvant par ailleurs être rapprochée de la pensée paulinienne  et du judaïsme mystique : pour ceux qui attendent que la fin du monde soit précipitée, faire le contraire de ce que préconise la Torah semble un bon moyen et des « anti-héros » comme Caïn et Judas incarnent dès lors un bon « accélérateur » de ce temps.

## Représentations dans la culture populaire
- Dans L’Étrange Cas du docteur Jekyll et de M. Hyde (1886), Robert Louis Stevenson fait dire à son héros : "Je penche vers l'hérésie des Caïnites. [...] Je laisse mes frères aller au diable à leur propre façon” et, plus loin : “Je suis un peu comme les Caïnites, ces hérétiques qui vivaient au deuxième siècle de notre ère et qui avaient tendance à laisser le pécheur prendre en toute liberté le chemin de l'enfer !”
- Le livre Demian, de Hermann Hesse, est entièrement basé sur les croyances caïnites. Le personnage éponyme, Max Demian, y convainc notamment le héros Emil Sinclair que le christianisme s'est totalement mépris au sujet de Caïn, lequel était très supérieur à Abel en vertu.
- Dans la bande dessinée Sandman scénarisée par Neil Gaiman, le personnage de Lucifer fait remarquer à Caïn qu'étonnamment il n'a pas vu arriver en Enfer beaucoup plus de caïnites que de membres d'autres religions (Sandman #22: "Season of Mists", episode 1).
- Dans Le Legs de Caïn (Contes Galiciens) de Leopold von Sacher-Masoch, Lors de la rencontre avec Caïn au début du roman, le narrateur décrit : « Malgré moi, mon pied prit racine et mes yeux se fixèrent sur le sinistre vieillard. J'avais entendu parler de cette secte étrange, à laquelle notre peuple a voué une vénération si profonde. Je pouvais maintenant satisfaire ma curiosité. » Par ailleurs, Sacher-Masoch se dit fils de Caïn, condamné d'avance par Dieu. L'œuvre de Masoch rejoint les gnostiques qui considèrent la création comme une création mauvaise engendrée par un mauvais démiurge. D'une certaine manière, tout le monde créé est infernal. Les Caïnites se rangeaient du côté de tous ceux qui s'étaient opposés à l'usurpateur. Pour eux Caïn était détenteur d'un savoir secret dès les origines du monde. Caïn regrettait qu'Ève n'ait pas cueilli aussi le fruit de l'arbre de vie.
- Dans le jeu vidéo Crusader Kings 3, il est possible de se convertir à la croyance Caïnite, classée parmi les religions gnostiques.